# Axel Baltzer
Axel W. A. Baltzer (* 13. Dezember 1963 in Mönchengladbach) ist ein deutscher Orthopäde.

## Leben
Baltzer studierte von 1984 bis 1991 an der Heinrich-Heine-Universität in Düsseldorf Medizin. Die Facharztausbildung für Orthopädie absolvierte er von 1991 bis 1997 an der orthopädischen Universitätsklinikum Düsseldorf. Er verbrachte verschiedene Auslandsaufenthalte in der Schweiz, England und den USA.
1997 und 1998 unternahm er mehrere Forschungsaufenthalte als Research Fellow an der UPMC in Pittsburgh bei Paul D. Robbins, Chris Evans und Freddie H. Fu zu den Themen Molecular Genetics and Biochemistry sowie Orthopaedic Surgey and Sports Medicine (University of Pittsburgh Medical Center) und führte als Erster eine Gentherapie mit viralen Vektoren am Knochen durch. 1993 wurde  Baltzer unter K.-P. Schulitz zu dem Thema „Analyse tragflächenändernder Operationen am Hüftgelenk anhand biomechanischer Optimierungskriterien“ promoviert. Im Februar 2000 folgte die Habilitation mit dem Thema „Tierexperimentelle Untersuchung zur Entwicklung einer Gentherapie von Knochenerkrankungen“, seitdem ist Baltzer als Privatdozent tätig und war in den Jahren 2015 bis 2017 Visiting Professor an der Universidad de Sevilla. Seit 2004 arbeitet er als Partner und Geschäftsführer in einer Gemeinschaftspraxis in Düsseldorf, seit 2021 MVZ Ortho Königsallee.
Seit 2002 ist er als Gutachter und Reviewer für den DKOU (Deutschen Kongress für Orthopädie und Unfallchirurgie) und als Gutachter für diverse Wissenschaftliche Institutionen tätig, wie zum Beispiel das Swiss National Research Programme (NRP) und den Austrian Science Fund (FWF).
Baltzer veröffentlichte zahlreiche wissenschaftliche Fachartikel und ist als Reviewer und im Editorial Board für eine Reihe verschiedener Zeitschriften tätig.
Seit Februar 2004 ist er Präsident der International Society for Molecular Orthopaedics (ISMO).

## Patente und Entwicklungen
Axel Baltzer ist Inventor und Co-Inventor mehrerer Patente unter dem Themenkreis Gentherapie zur Behandlung von Knochen-Pathologien, wie zum Beispiel Pseudarthrose, verzögerte Knochenbruchheilung und Osteoporose.  Die Patente sind abrufbar unter den international zugänglichen Patent-Nummern: AU1557999A,  WO9921589A2, CA2308511A1, WO9921589A3, EP1027076A2, AU750803B2, CA2308511C und wurden zwischen 1998 und 2016 publiziert.
Zusammen mit dem in Florida ansässigen Unternehmens Arthrex entwickelte Baltzer eine neue Operationsmethode zur Knorpel-Knochen-Transplantation vom ipsilateralen Knie für Knorpelläsionen des Talus und veröffentlichte diese im Journal Arthroscopy. The Journal of Arthroscopic and Related Surgery im Februar 2005.

## Sport
Baltzer war von 1994 bis 1997 als Verbandsarzt des American Football Verbandes Deutschland (AFVD) tätig und betreute von 2009 bis 2012 als Co-Mannschaftsarzt die Nationalmannschaft des Damen-Beachvolleyball-Teams.

## Ehrungen
1998 bekam er den ESSKA-Young Researchers Prize (Nizza) und in demselben Jahr außerdem den Best Paper Award der International Society for Fracture Repair (Strasbourg) sowie den Preis für die best presentation in der Sektion Forschung der deutschen Gesellschaft für Chirurgie (Düsseldorf). Im Jahr 1999 erhielt er den Gerhard-Küntscher-Preis, gestiftet von der Deutschen Gesellschaft für Unfallchirurgie (DGU) in Berlin.

## Veröffentlichungen (Auswahl)
- mit J. Liebermann: Regional Gene Therapy to Enhance Bone Repair. In: Gene Therapy. 11, Nr. 4, März 2004, S. 344–350.
- mit C. Lattermann et al.: Genetic Enhancement of Fracture Repair: Healing of an Experimental Segmental Defect by Adenoviral Gene Transfer of the BMP-2 Gene. In: Gene Therapy. 7, Nr. 9, Mai 2000, S. 734–739.
- mit J. P. Arnold: Bone-cartilage transplantation from the ipsilateral knee for chondral lesions of the talus. In: Arthroscopy. Band 21, Nr. 2, Februar 2005, ISSN 1526-3231, S. 159–166, doi:10.1016/j.arthro.2004.10.021, PMID 15689864.
- mit Parwis D. Ghadamgahi: American-Football-Verletzungen in der deutschen Bundesliga: Verletzungsrisiko und Verletzungsmuster. In: Unfallchirurgie. 24, 1998, S. 60–65, doi:10.1007/BF02044355.
- mit Janey D. Whalen, u. a.: Adenoviral transduction of human osteoblastic cell cultures: A new perspective for gene therapy of bone diseases. In: Acta Orthopaedica. 70, 1999, S. 419–424, doi:10.3109/17453679909000974.
- mit C. Lattermann u. a.: Feasibility of percutaneous gene transfer to an atrophic nonunion in a rabbit. In: Clinical orthopaedics and related research. Nummer 425, August 2004, ISSN 0009-921X, S. 237–243, PMID 15292814.
- Bone healing induced by adenoviral based gene therapy with BMP-2 and TGF beta. 45th Annual Meeting, Orthopaedic Research Society, February 1-4, 1999, Anaheim, California, S. 308 (ors.org, PDF).
- mit M. S. Ostapczuk et al.: A New Treatment for Hip Osteoarthritis: Clinical Evidence for the Efficacy of Autologous Conditioned Serum. In: Orthopedic Reviews. 5, Nr. 2, Juni 2013, S. 59–64.